# Tropidophis wrighti
Tropidophis wrighti là một loài rắn trong họ Tropidophiidae. Loài này được Stull mô tả khoa học đầu tiên năm 1928.